# Bibio tipuliformis
Bibio tipuliformis är en tvåvingeart som först beskrevs av Franz Paula von Schrank 1803.  Bibio tipuliformis ingår i släktet Bibio, ordningen tvåvingar, klassen egentliga insekter, fylumet leddjur och riket djur.
Artens utbredningsområde är Tyskland. Inga underarter finns listade.